# Улица Генерала Плиева (Владикавказ)

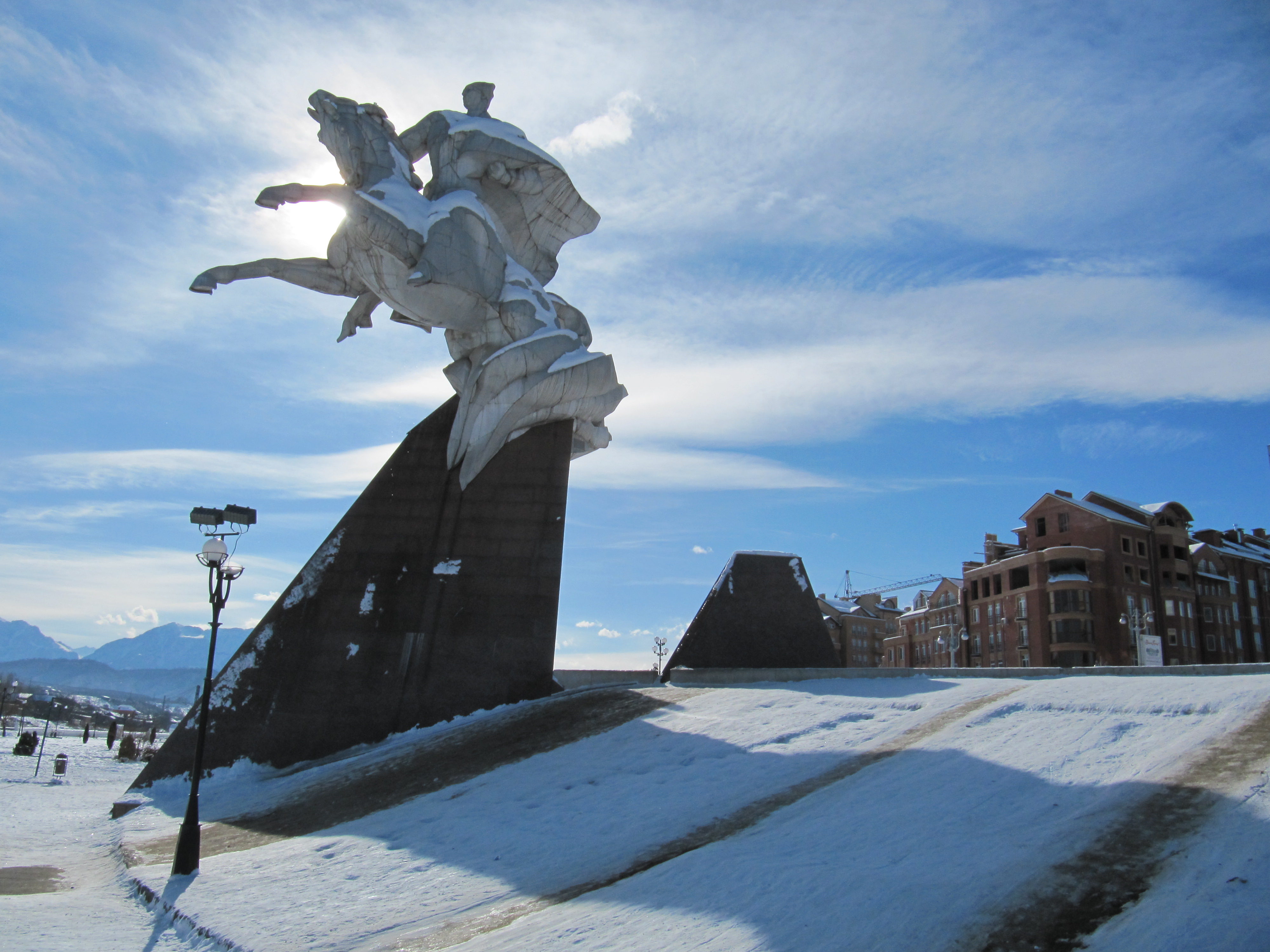
Памятник генералу Иссе Плиеву

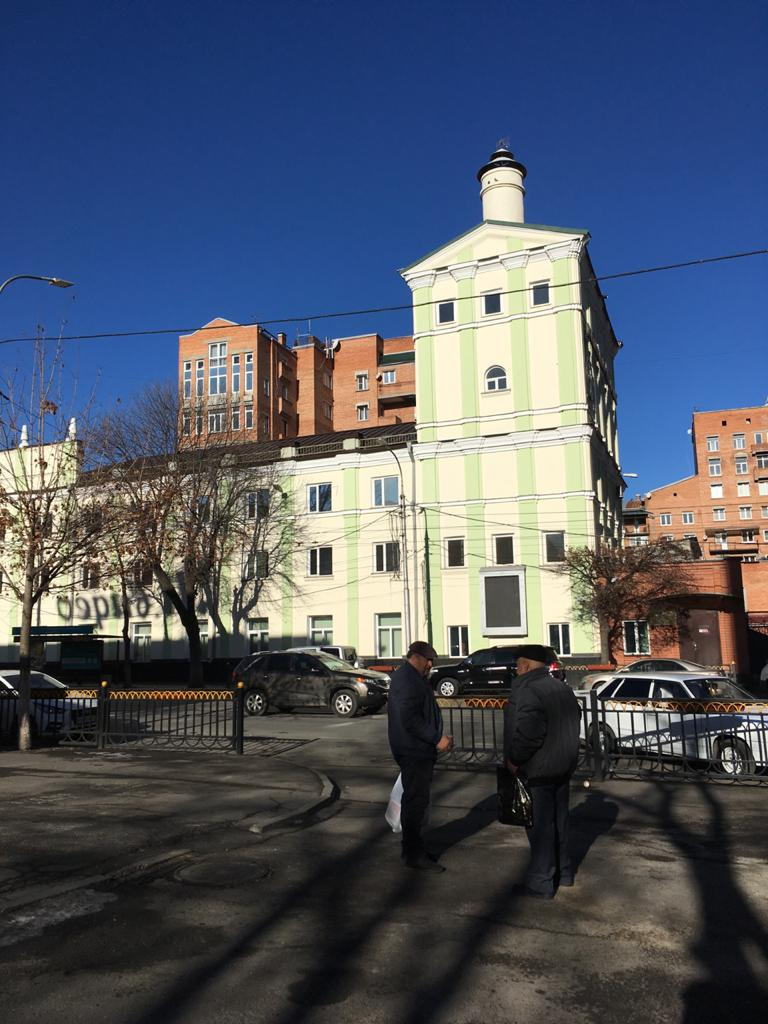
Здание бывшей трикотажной фабрики напротив ЦУМа. В настоящее время — Национальный банк

Улица Генерала Плиева — улица во Владикавказе (Северная Осетия, Россия). Находится в Затеречном муниципальном округе. Берёт начало от реки Терек и заканчивается на улице Гастелло.
Является южной границей (от пересечения с улицей Коцоева до проспекта Коста) исторического центра, причисленного к выявленным объектам культурного наследия регионального значения.
Пересекает улицу Коцоева, проспект Коста, улицы Ардонскую, Заурбека Калоева, Гончарова и Тургеневскую. От улицы Генерала Плиева начинается улица Карла Маркса.

## История
Названа в честь дважды Героя Советского Союза Иссы Плиева.
Образовалась в середине XIX века. Впервые отмечена как Ольгинская улица на плане города Владикавказа «Карты Кавказского края». Называлась в честь княгини Ольги Фёдоровны. Упоминается под этим же названием в Перечне улиц, площадей и переулков от 1911 года.
25 октября 1922 года Ольгинская улица была переименована в Республиканскую улицу. Обозначена под этим же названием в Перечне улиц, площадей и переулков от 1925 года.
11 апреля 1944 года Республиканская улица была переименована в улицу Зоделавы в честь комиссара внутренних дел Северо-Осетинской АССР Андрея Зоделавы, который погиб во время бомбёжки города.
19 декабря 1953 года улица Заделавы была переименована в улицу Орджоникидзе, которая в свою очередь была переименована 30 января 1992 года в честь генерала Иссы Плиева.

## Значимые объекты
Объекты культурного наследия
- Монумент военачальнику Иссе Плиеву — памятник монументального искусства[8];
- Генерала Плиева/ улица Карла Маркса — памятник архитектуры. Комплекс зданий пивоваренного завода «Надежда» И. И. Тертерова[8];
- д. 5/ улица Коцоева, 15 — памятник истории. Дом, где в 1981—1986 гг. жил Герой Советского Союза Аркадий Михайлович Селютин и в 1973—2000 гг. — Герой Советского Союза Василий Дмитриевич Коняхин[8];
- д. 48/ улица Калоевой, 62 — памятник истории. Дом, где в 1942 г., наездами в 1846—1953 гг. жил Герой Советского Союза, подполковник авиации Сергей Константинович Коблов[8].

Другие объекты
- На углу с улицей Заурбека Каловева находится префектура Затеречного муниципального округа.
- На углу с улицей Заурбека Каловева находится префектура Затеречного муниципального округа.
- Центральный универмаг, построенный в 70-е годы XX столетия. В настоящее время в здании располагается Торгово-развлекательный центр.
- Чугунный Мост через Терек, который соединяет затеречную часть с центром города. Первый чугунный мост на этом месте под названием Ольгинский был построен в 1860 году. Длина моста составляла 104 метра и ширина — 6,5 метров. В 1958 году первый мост был снесён и на его месте был построен современный железобетонный мост.
- Памятник генералу Иссе Плиеву, построенный в 1997 году. Памятник монументального искусства культурного наследия России (№ 1530330000)
- На пересечении с улицами Гончарова и Заурбека Калоева находится Тургеневский сквер, который является памятником природы регионального значения[9].